# Aponeurosis plantaris

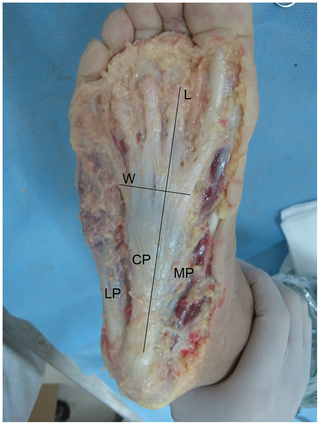
Die Plantaraponeurose ist eine Sehnenplatte unter der Haut der Fußsohle

Die Aponeurosis plantaris ist eine Sehnenplatte (Aponeurose) im Bereich der Fußsohle (lateinisch Planta pedis). Sie wird auch als Plantaraponeurose oder auch als Plantarfaszie bezeichnet.

## Lage, Verlauf, Form und Funktion
In Richtung Fußunterseite befinden sich unter der Plantaraponeurose das Fettpolster der Fußsohle und die Haut. In Richtung Fußrücken liegen über ihr die kurzen Fußmuskeln, einige Sehnen der Unterschenkelmuskulatur, einige Bänder und das Fußskelett.
Die Plantaraponeurose entspringt im Bereich der Ferse von der Unterseite des Fersenbeinhöckers. Von dort aus zieht sie zunächst in Form eines Mittelstreifens nach vorne. Der Mittelstreifen teilt sich in fünf Längszügel (Fasciculi longitudinales) auf, die V-förmig auseinanderlaufen. Im Bereich der Metatarsalköpfchen gibt es Querzüge (Fasciculi transversi), die diese Längszügel miteinander verbinden. Darüber hinaus gibt es auch einige weitere Zügel, die ausgehend vom Mittelstreifen zum äußeren und auch inneren Fußrand verlaufen. Besonders häufig geht ein Zügel zur Tuberositas ossis metatarsalis V (Rauigkeit des 5. Mittelfußknochens). Die fünf Längszügel enden unter anderem im Bereich der Ligamenta plantaria und der Gelenkkapseln der Zehengrundgelenke.
Die Plantaraponeurose hat im Wesentlichen die Funktion, die Gewölbekonstruktion des knöchernen Fußskelettes wie bei einem gespannten Bogen aufrechtzuerhalten. Gemeint ist hier die Verspannung des sogenannten Längsgewölbes im Fußinnenrand. Dadurch wird es erst möglich, das Körpergewicht beim Laufen abzufedern. Darüber hinaus dient sie der Stabilisierung der verkammerten Fettpolster im Fußsohlenbereich durch Straffung der umgebenden Septen. Außerdem schützt sie die Muskeln, Sehnen, Nerven und Blutgefäße der Fußsohle und dient dem Musculus abductor hallucis, dem Musculus flexor digitorum brevis und dem Musculus abductor digiti minimi teilweise als Ursprung.

## Verspannung des Längsgewölbes
Das Längsgewölbe des Fußes wird durch Bänder, Sehnen der langen Fußmuskulatur und die kurzen Fußmuskeln aufrechterhalten. Hierbei hat die Plantaraponeurose eine herausragende Stellung, weil sie einen größeren Abstand vom Fußskelett als die tiefer liegenden Strukturen hat. Durch den größeren Abstand vergrößern sich die Hebelarme und damit die Effektivität bei der Längsverspannung des knöchernen Fußskelettes.

## Muskellogen
Ausgehend von der Plantaraponeurose ziehen Zwischenwände (Septen) in Richtung Fußskelett. Diese trennen die folgenden Logen für die plantaren Muskeln voneinander ab:
- Großzehenloge
- Mittelloge
- Kleinzehenloge

In der Großzehenloge befinden sich der Musculus abductor hallucis und der Musculus flexor hallucis brevis. In der mittleren Loge befinden sich der Musculus flexor digitorum brevis, der Musculus adductor hallucis, die Musculi lumbricales I-IV und der Musculus quadratus plantae. In der Kleinzehenloge befinden sich der Musculus abductor digiti minimi, der Musculus flexor digiti minimi brevis und der Musculus opponens digiti minimi.

## Druckkammersystem der Fußsohle
Von der Plantaraponeurose gehen Faserbündel aus, die mit der Haut der Fußsohle verwachsen sind. Sie bilden mit Fett gefüllte Kammern, die als Druckpolster dienen. Die Fußsohle ist ähnlich einer Matratze auf der Aponeurose befestigt. Dadurch wird sie unverschiebbar, was für einen sicheren Stand wichtig ist. Wäre sie beweglich, so würde die Fußsohle unter dem Fuß ständig verrutschen.

## Erkrankungen

### Plantarfasziitis
Bei der Plantarfasziitis (Entzündung der Plantaraponeurose) handelt es sich um einen schmerzhaften Reizzustand der Sehnenplatte, die sich von der Innenseite des Fersenbeins über das Längsgewölbe bis zu den Zehengrundgelenken erstreckt. Sie zeigt sich in einer Druckschmerzhaftigkeit am plantaren Sehnenansatz des Fersenbeins sowie einem ausstrahlenden Fußsohlenschmerz. Die Ursache für die Plantarfasziitis liegt meistens in einer übermäßigen Beanspruchung der Fußsohle (z. B. Sport, Übergewicht, Beruf).

### Plantarer Fersensporn
Im Ursprungsbereich der Plantaraponeurose am Processus medialis tuberis calcanei kann es infolge von Überbeanspruchungen am Sehnenansatz zu entzündlichen Reaktionen kommen. Im weiteren Verlauf kommt es häufig zu einer Sehnenverkalkung im chronisch entzündeten Bereich des Sehnenansatzes der Plantaraponeurose am Fersenbein. In der Röntgendiagnostik stellt sich diese Sehnenansatzverkalkung am plantaren Fersenbein dann als vermeintlicher Fersensporn dar: weil die Sehne bzw. die Plantaraponeurose im Röntgenbild nicht dargestellt werden kann, wird also nur die spornartige Verkalkung am Fersenbein sichtbar. Der sogenannte Fersensporn ist demnach eine Röntgendiagnose und kann auch als Zufallsbefund bei beschwerdefreien Patienten gesehen werden.